# Michael Tönnies
Pour les articles homonymes, voir Tönnies.
Michael Tönnies (né le 19 décembre 1959 à Essen et mort le 26 janvier 2017 dans la même ville) est un joueur de football allemand.

## Palmarès
- Deuxième coup du chapeau le plus rapide de l'histoire de la Bundesliga : 6 minutes (10e, 11e et 15e minute le 27 août 1991 lors d'une victoire 6-2 contre Karlsruher SC. Il inscrit en tout 5 buts lors du match).
Record battu par Robert Lewandowski qui inscrit un triplé en trois minutes et vingt-deux secondes le 22 septembre 2015.
- Meilleur buteur de la 2. Fußball-Bundesliga : 1990–91 (29 buts).